# Polymesoda radiata
Polymesoda radiata is een tweekleppigensoort uit de familie van de Cyrenidae. De wetenschappelijke naam van de soort is voor het eerst geldig gepubliceerd in 1845 door Hanley.